# Stuart Davis (Maler)
Stuart Davis (* 7. Dezember 1894 in Philadelphia; † 24. Juni 1964 in New York City) war ein US-amerikanischer Maler, der als früher Modernist sowie als Vorläufer der Pop-Art gilt. In seinen Arbeiten verband er Elemente des Kubismus mit der amerikanischen Konsumkultur. Sie zeichnen sich durch kräftige Farben, grafische Kompositionen und jazzinspirierte Rhythmen aus.

## Leben
Stuart Davis wuchs in einem künstlerischen Umfeld auf: Sein Vater war Grafiker und Kunstredakteur und stand mit Mitgliedern der Ashcan School, darunter William Glackens, George Luks, John Sloan und Everett Shinn, in Verbindung. Mit sechzehn Jahren brach er die Highschool ab, um an Robert Henris Kunstschule in New York zu studieren. 1913 stellte er fünf Aquarelle auf der bedeutenden Armory Show aus, die einen entscheidenden Einfluss auf seine Entwicklung zur modernen Kunst ausübte. In den folgenden Jahren entwickelte er einen eigenen Stil, der Elemente der Ashcan School und des europäischen Modernismus, insbesondere des Kubismus, vereinte und ein eigenständiges, amerikanisches Verständnis von Abstraktion hervorbrachte. 1928 verbrachte er ein Jahr in Paris, wo er realistische Straßenszenen malte und den kubistischen Modernismus aus nächster Nähe erlebte. In den 1930er Jahren beteiligte er sich an New-Deal-Programmen (Federal Art Project) und am American Artists' Congress, war politisch aktiv und Gegner des Faschismus. In den 1950er Jahren lehrte er unter anderem an der Art Students League, der New School und der Yale University. 1958 und 1960 erhielt er den Guggenheim International Award und vertrat die Vereinigten Staaten auf der Biennale in Venedig (1952 und 1954). 1956 wurde er in die American Academy of Arts and Letters aufgenommen.

## Werk
Sein Hauptwerk ist dem Kubismus und der Pop Art zuzuordnen.
Zu Beginn seiner Laufbahn hat er figürlich im Stil der Ashcan School gemalt (er lernte bei Robert Henri), danach beschäftigte er sich intensiv mit der Landschaftsmalerei im Stil Vincent van Goghs. Indem er auf Gemälden der 1920er Jahre Namen und Verpackungen von Konsumprodukten in den Mittelpunkt stellte (z. B. Lucky Strike, Odol), nutzte er bereits Elemente, die die Pop Art in den 1960er Jahren auszeichnete.

## Werke (Auswahl)

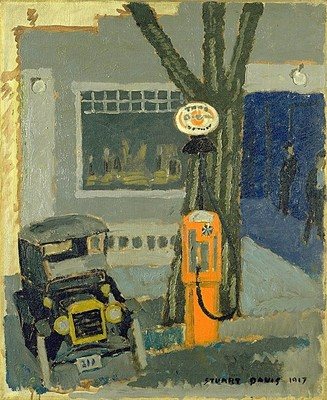
1917: „Garage No. 1“ (Hirshhorn Museum and Sculpture Garden, Washington, DC.)
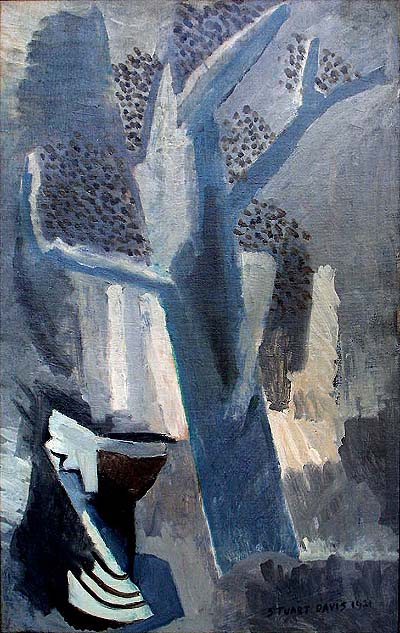
1921: „Tree and Urn“ (30 × 19 inches.)
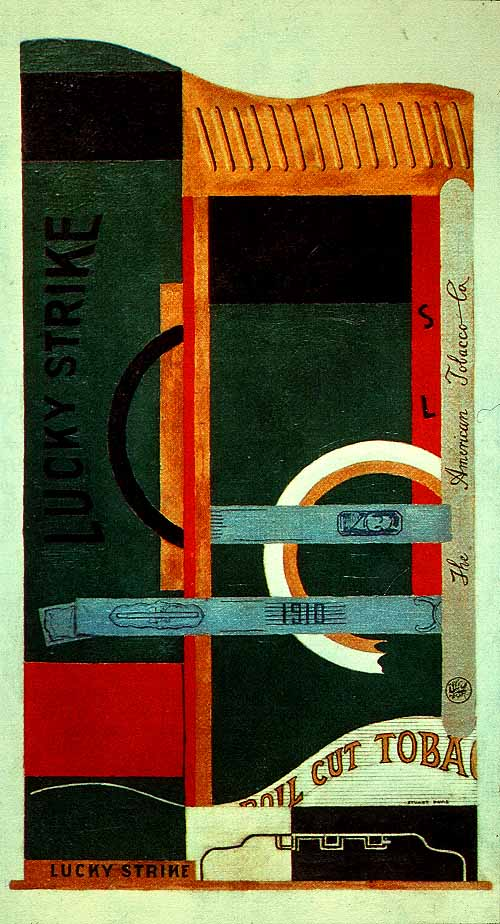
1921: „Lucky Strike“ (84,5 × 45,7 cm; The Museum of Modern Art, New York)
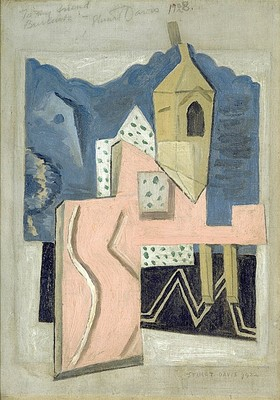
1922: „Steeple and Street“ (Hirshhorn Museum and Sculpture Garden, Washington, DC.)